# Ungarische Bilderchronik
Die Ungarische Bilderchronik, auch als Chronica (Hungariae) Pictum, Chronica Hungarorum, Chronica Picta, Képes Krónika oder Chronica de Gestis Hungarorum bekannt, teilweise aufgrund ihres zeitweisen Verwahrungsortes auch Wiener Bilderchronik, ist ein Werk aus dem 14. Jahrhundert, das die Geschichte des Königreichs Ungarn in lateinischer Sprache beschreibt. Der vollständige Titel ist Chronicon pictum, Marci de Kalt, Chronica de gestis Hungarorum, zu Deutsch Bilderchronik, Mark von Kalts Chronik über die Taten der Ungarn.
Die 147 Bilder enthaltende Chronik berichtet in lateinischer Sprache über die politisch-militärische Geschichte, den Lebensstil, die Kultur, die Traditionen und Legende der mittelalterlichen Ungarn. Sie besteht aus Pergamentblättern mit einem Format von etwa 300 × 210 mm. Der Deckel ist aus weißem Leder gefertigt.
Das Werk entstand um 1360 unter Ludwig dem Großen. Die Erzählung bricht bei der Berichterstattung über die Niederlage des ungarischen Königs Karl Robert gegen die Walachen unter Basarab I. in der Schlacht bei Posada im November 1330 unvermittelt ab. Die Arbeit des Buchmalers blieb ebenfalls unvollendet.
Die Chronik wurde bis 1932 in der Wiener Hofbibliothek aufbewahrt, daher stammt der andere Name, die Wiener Bilderchronik. Nach dem Kulturabkommen von Venedig 1932 wurde das Buch nach Ungarn zurückgeliefert. Das Werk wird heute in der Széchényi-Nationalbibliothek in Budapest aufbewahrt.

## Bilder aus der Bilderchronik

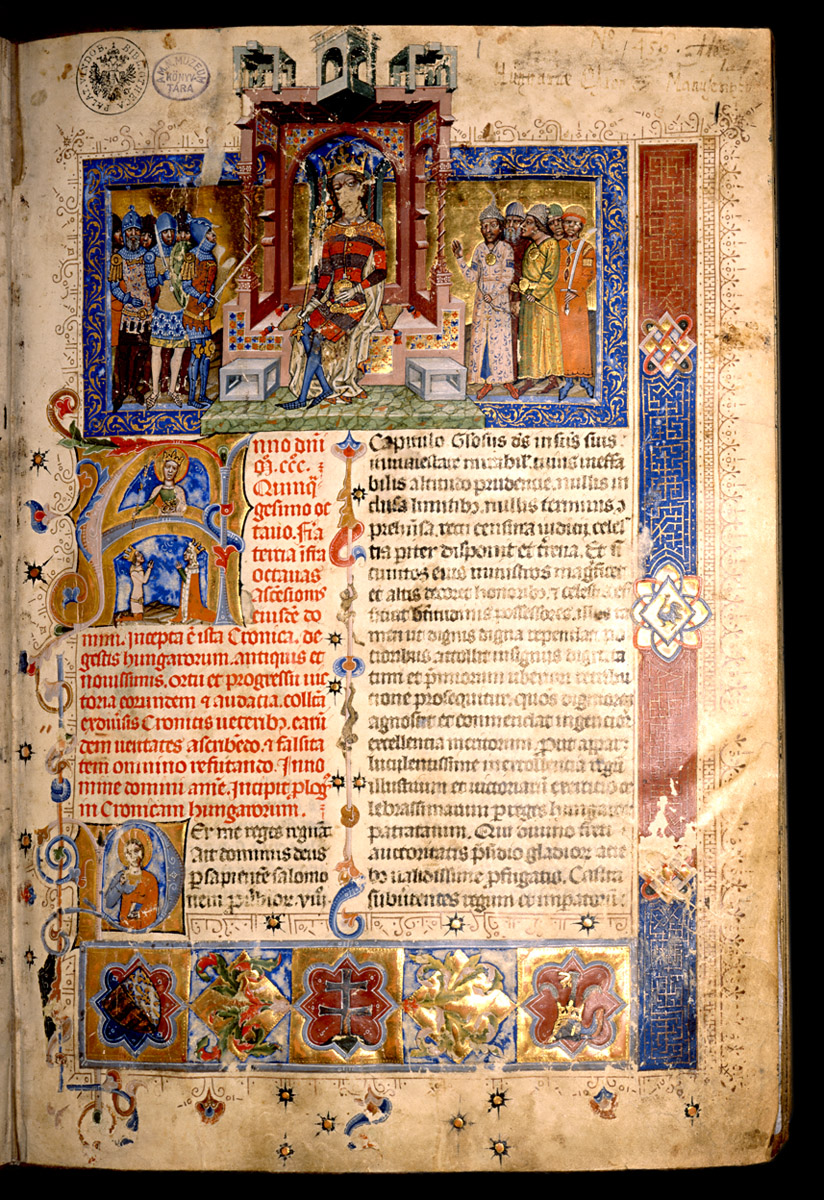
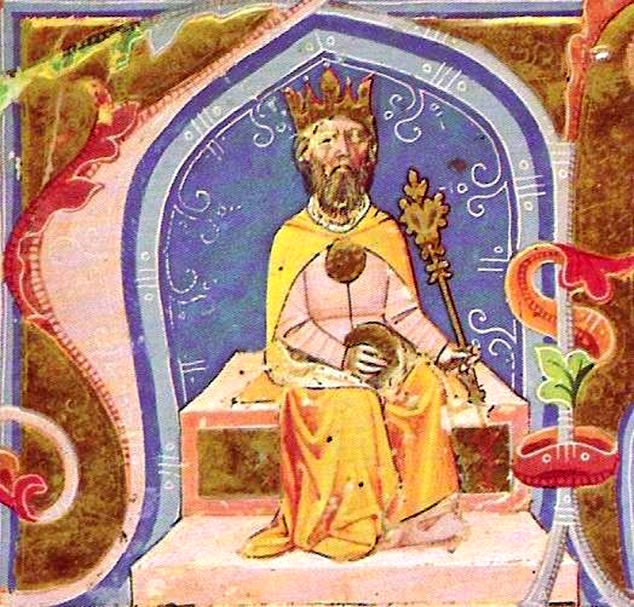
Hunnenfürst Attila
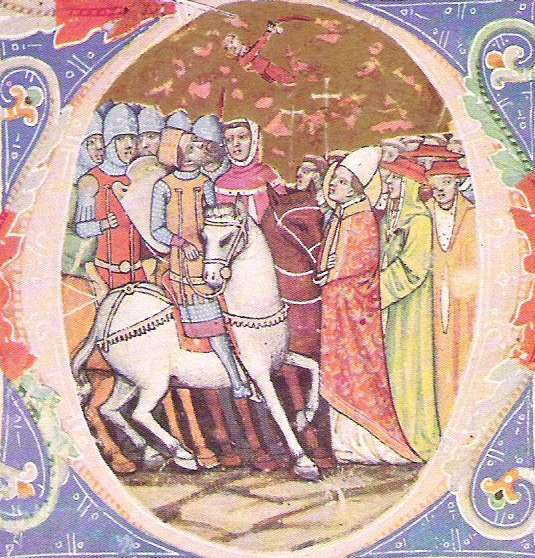
Attila trifft Papst Leo
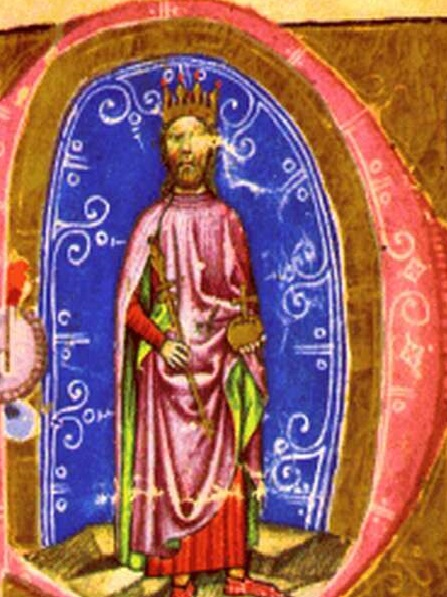
König Béla IV
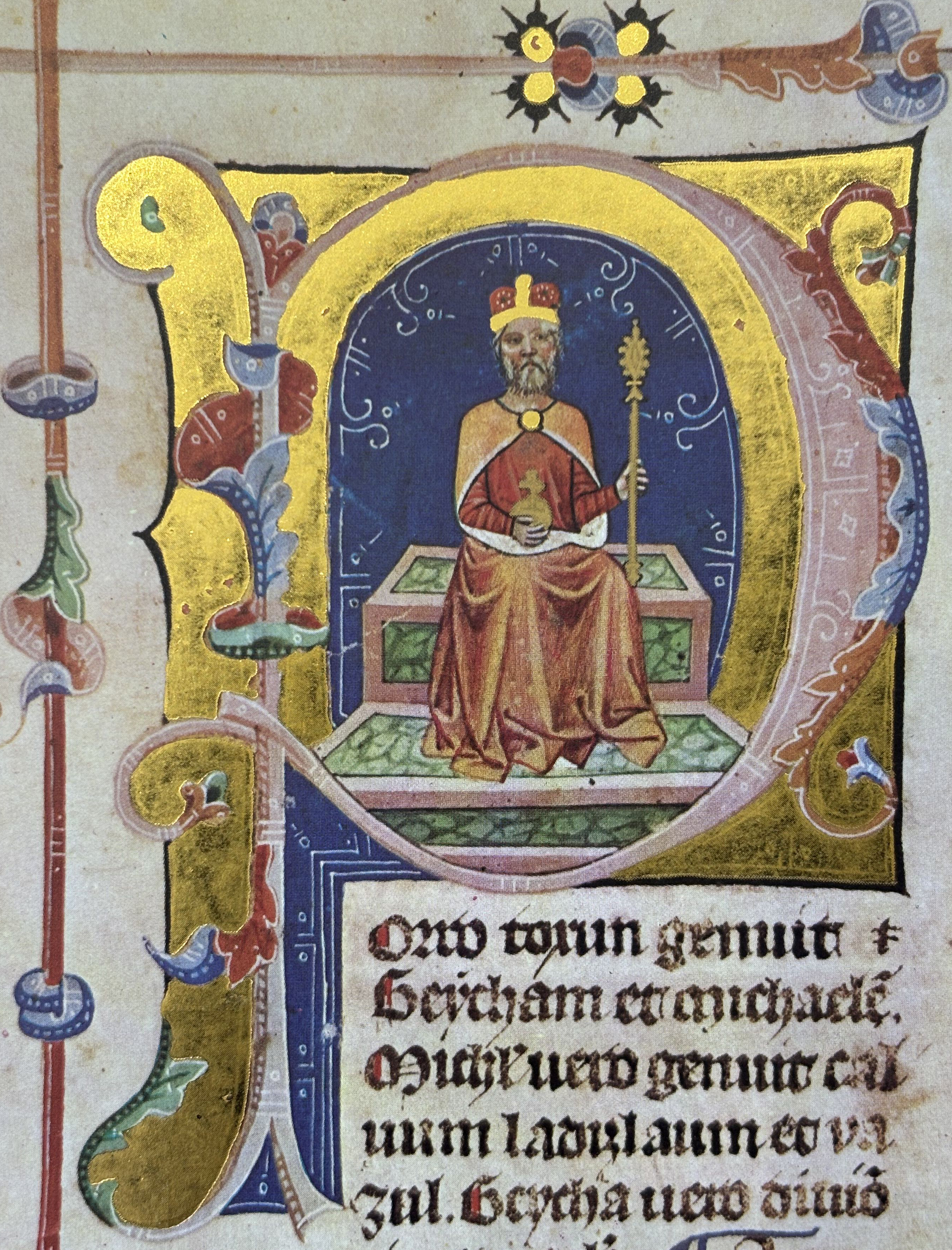
Großfürst Géza
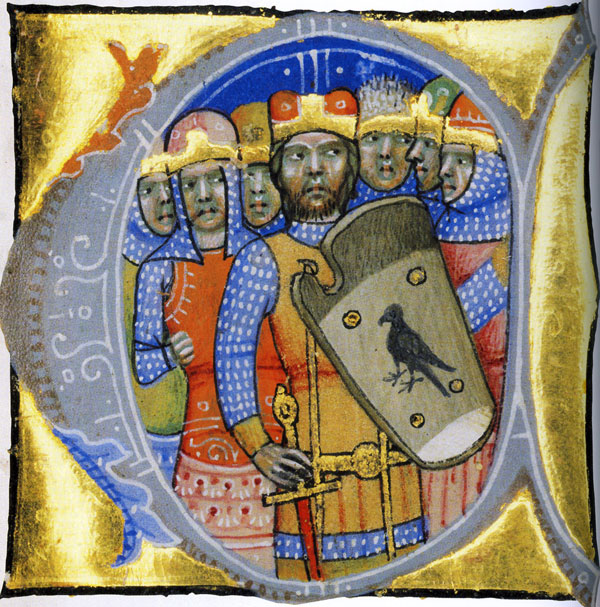
Die sieben ungarischen Häuptlinge
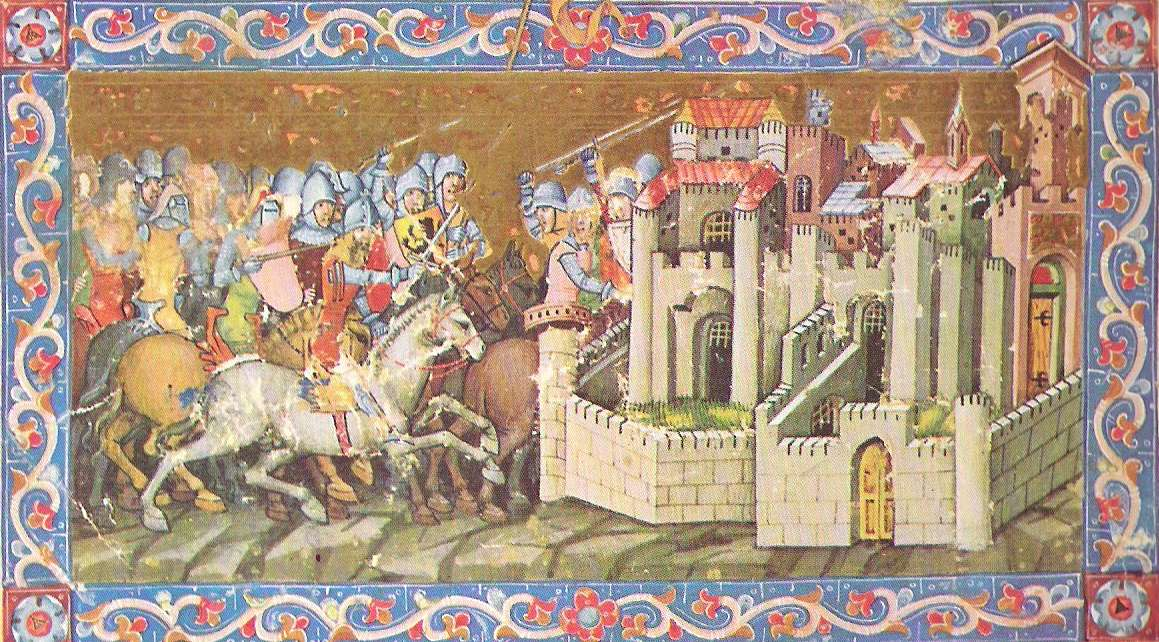
Die Hunnen belagern eine Stadt
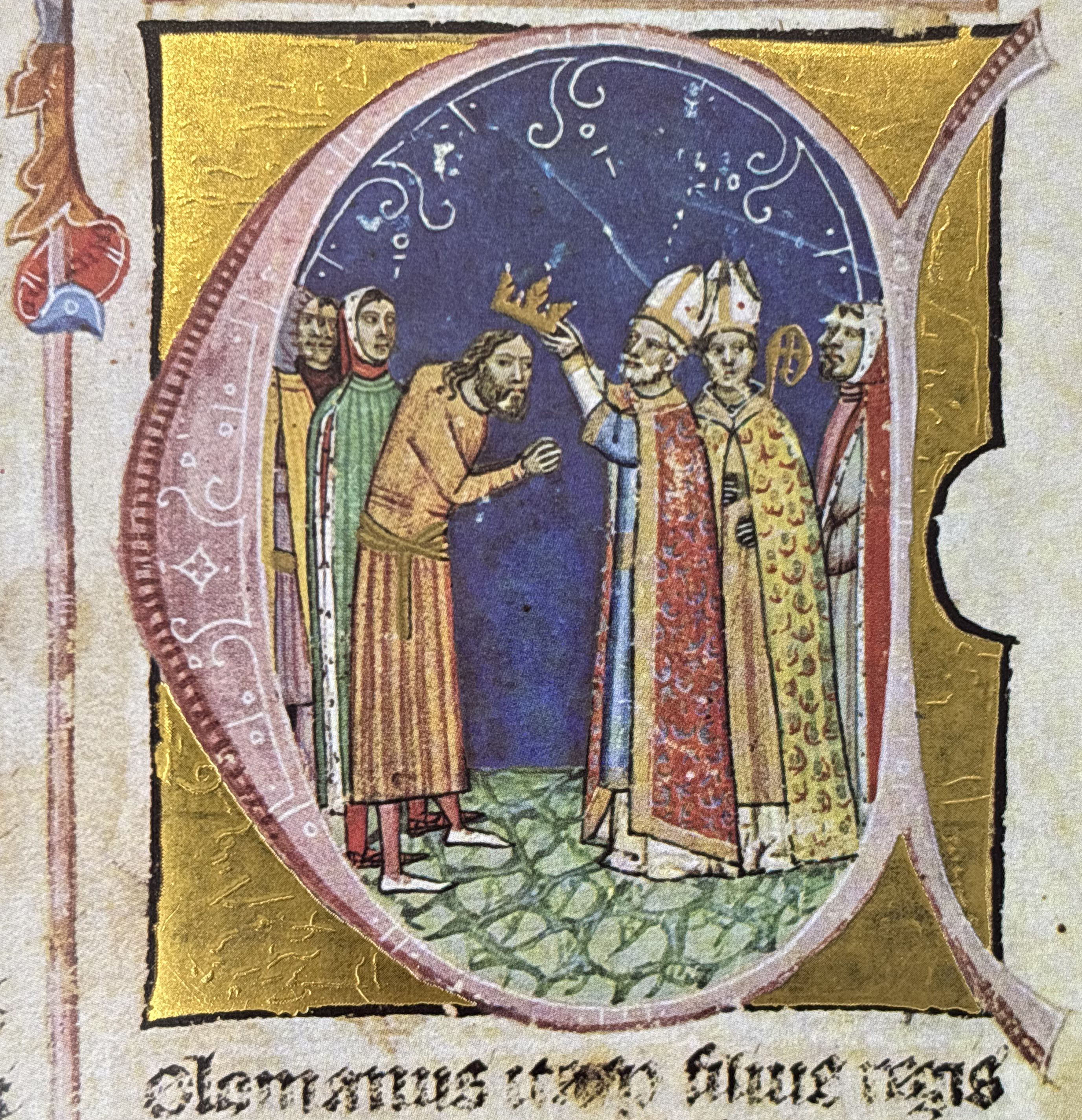
König Koloman
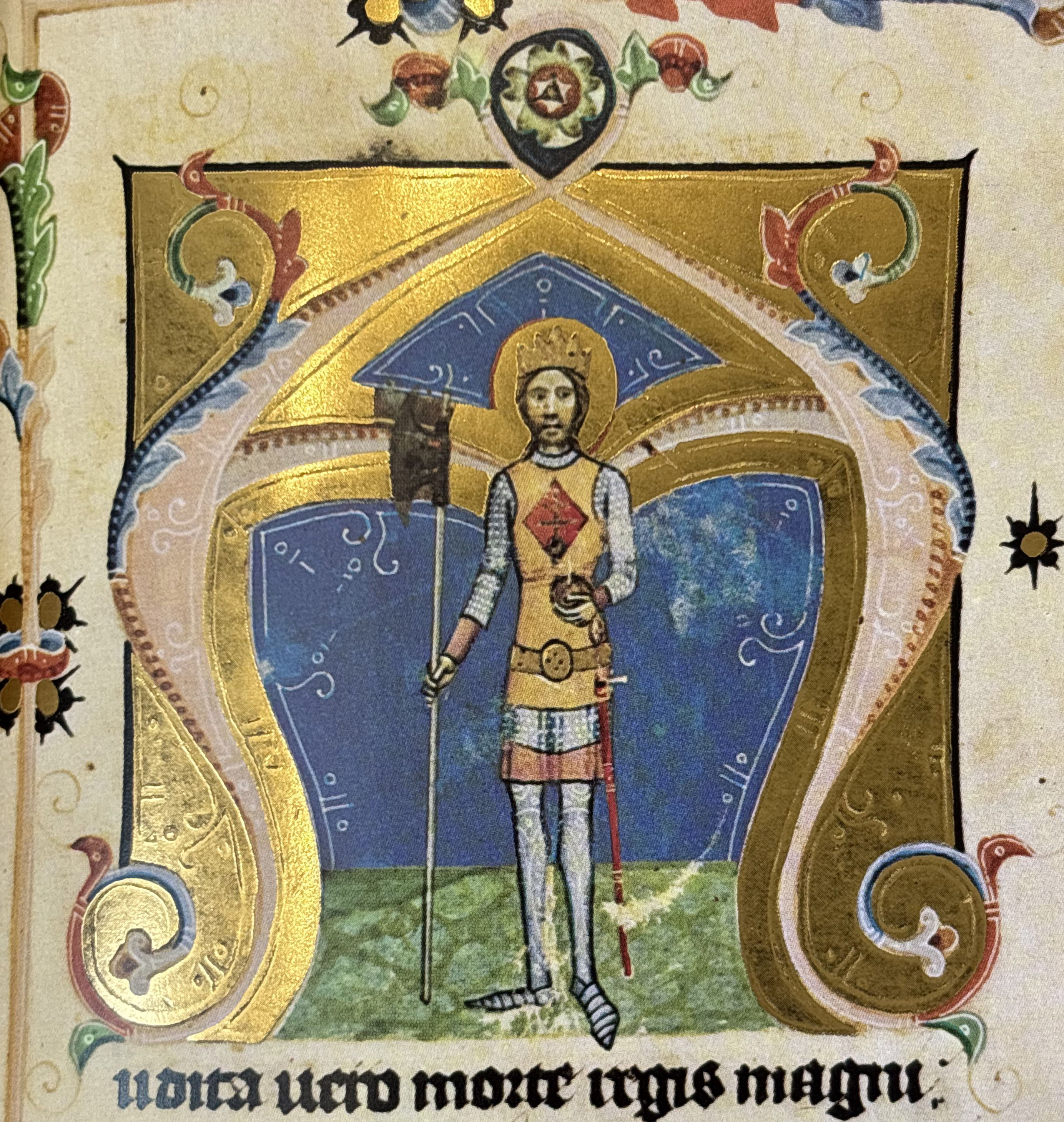
König St. Ladislaus
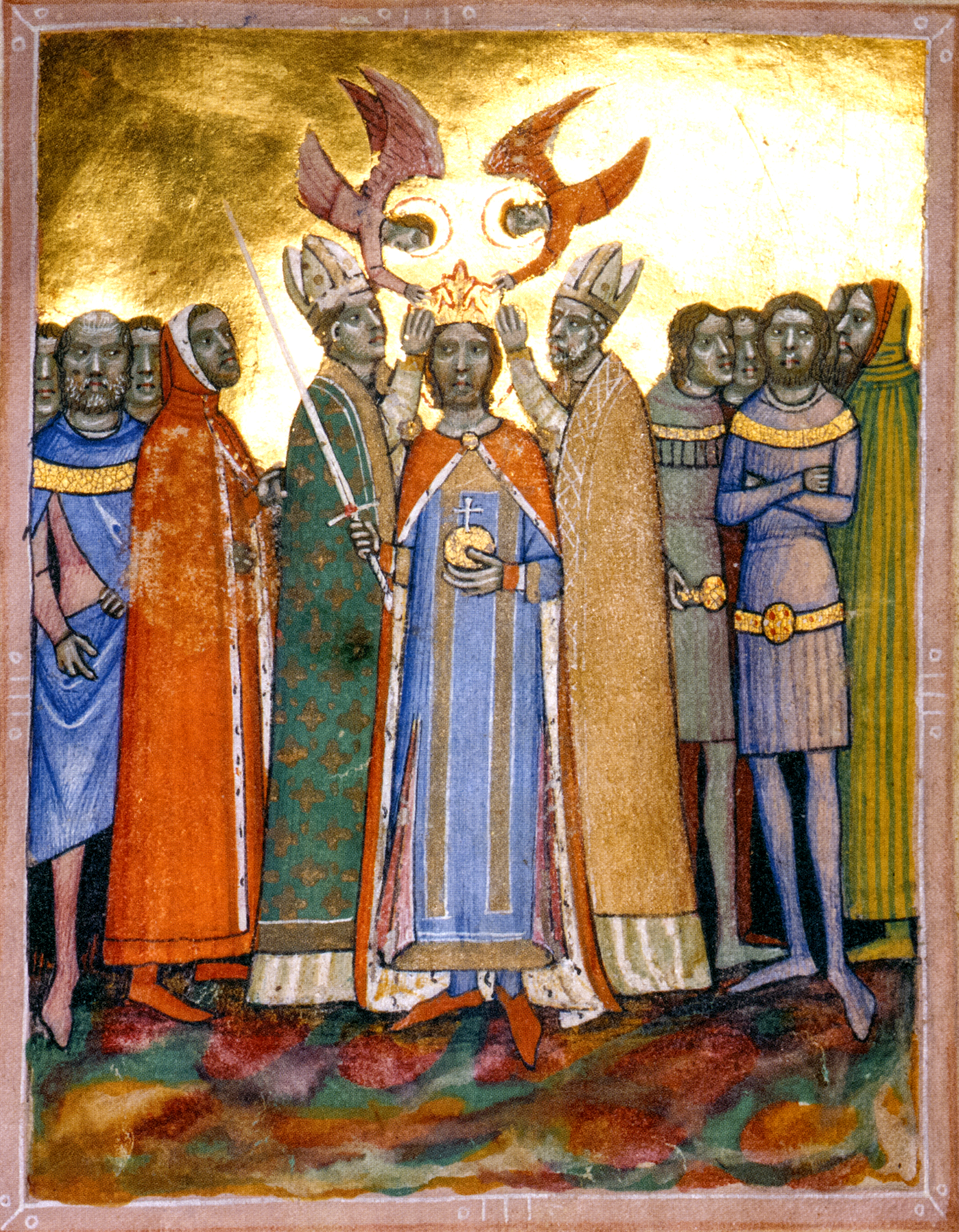
König St. Ladislaus
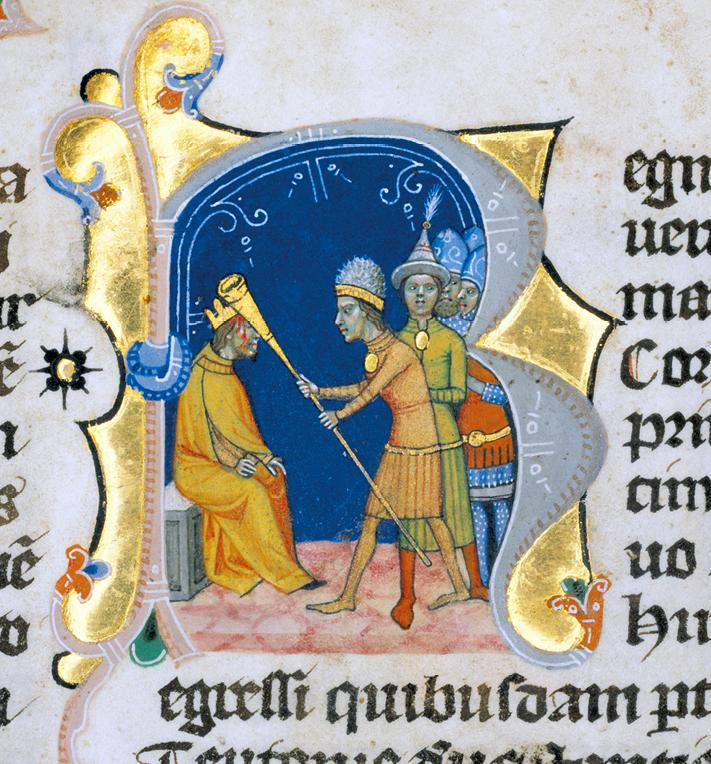
Lehel und sein Horn (ungarisch Fakürt)
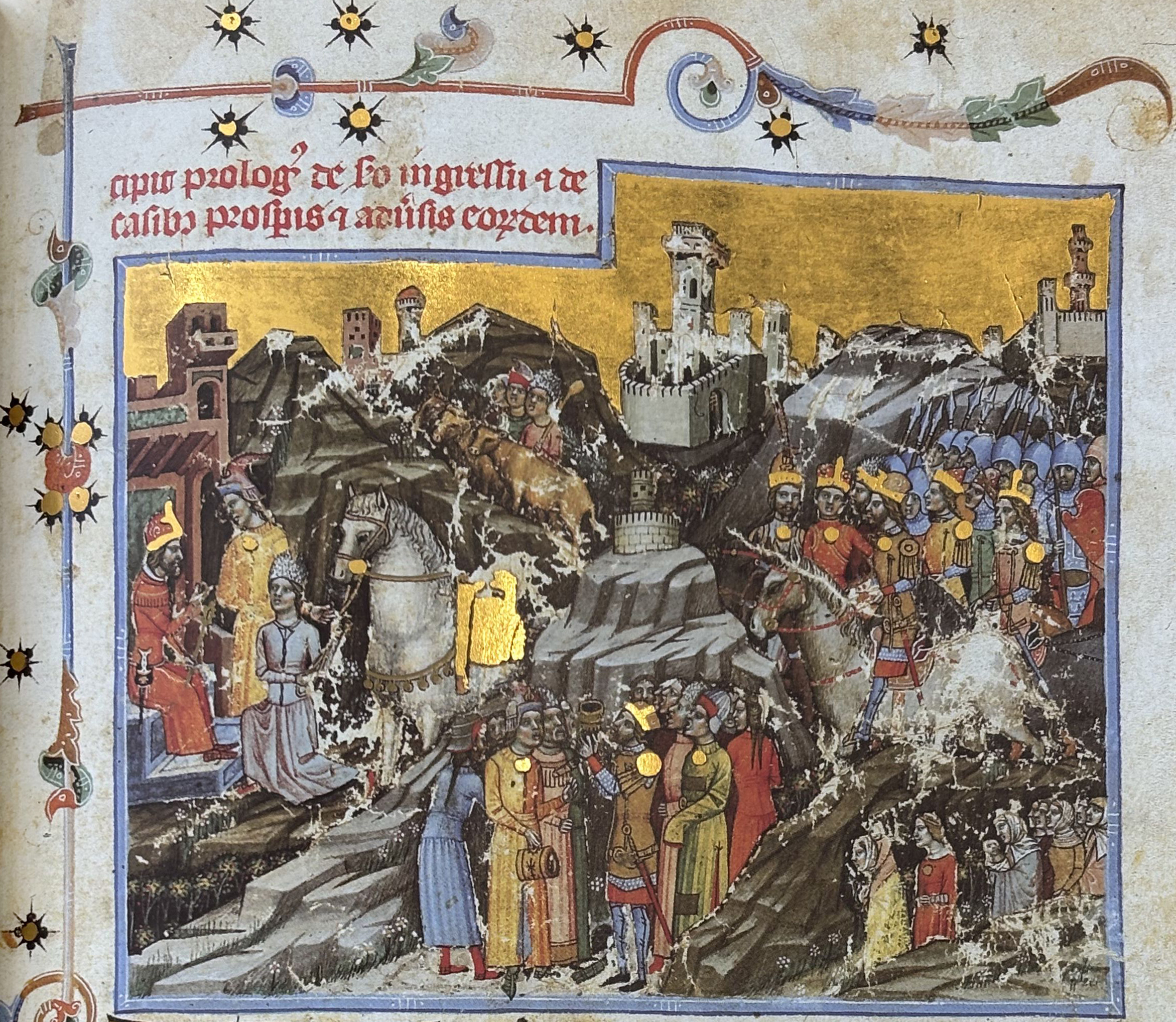
Ungarische Invasion
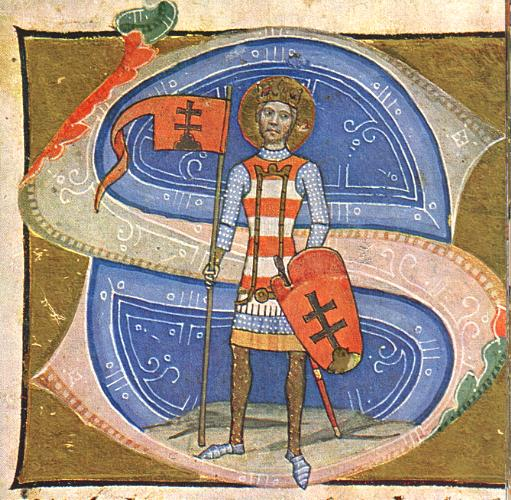
König Stephan
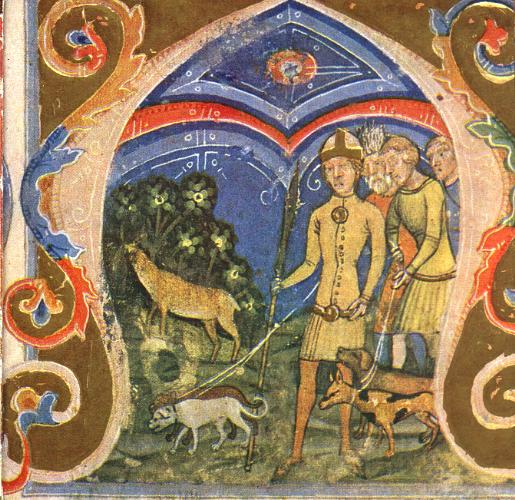
Jagd nach dem Wunderhirsch
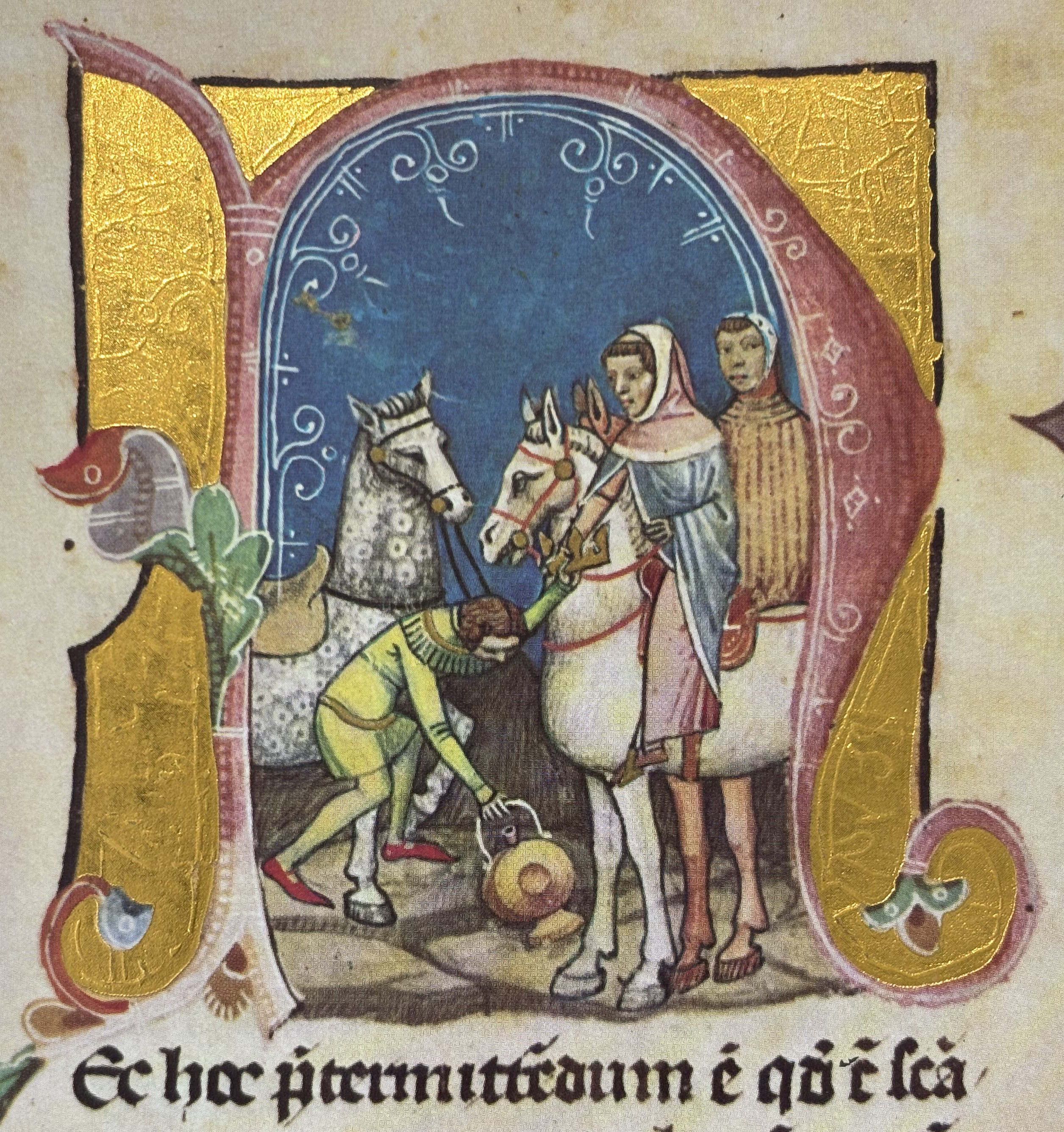
Otto III. findet die verlorene ungarische Krone.

## Ausgaben
- Bilderchronik. Chronicon pictum. Chronica de Gestis Hungarorum. Wiener Bilderchronik, hrsg. von Dezsö Dercsényi, 2 Bände, Hanau 1968.
- Képes krónika. Kálti Márk Krónikája a magyarok tetteiröl / Chronicon pictum. Marci de Kalt Chronica de gestis hungarorum. Scriptum et compositum ex historiis antiquioribus anno 1358, (Monumenta hungarica, Bd. 3), Budapest 1959.
- Die ungarische Bilderchronik (Deutsche Ausgabe), hrsg. Corvina Verlag Budapest, 1961